# ペルセウス座イオタ星
ペルセウス座ι星（ペルセウスざイオタせい、ι Per / ι Persei）は、ペルセウス座の方角にあるF型主系列星である。太陽よりもいくらか大きくて重い。この星は、92 km/s という比較的大きな固有運動を持つ。
この恒星の伴星は見つかっていない。同じ視線の方向に12等級の恒星が見えるが、重力的な相互作用関係はないと考えられている。